# Abdij van Ochsenhausen

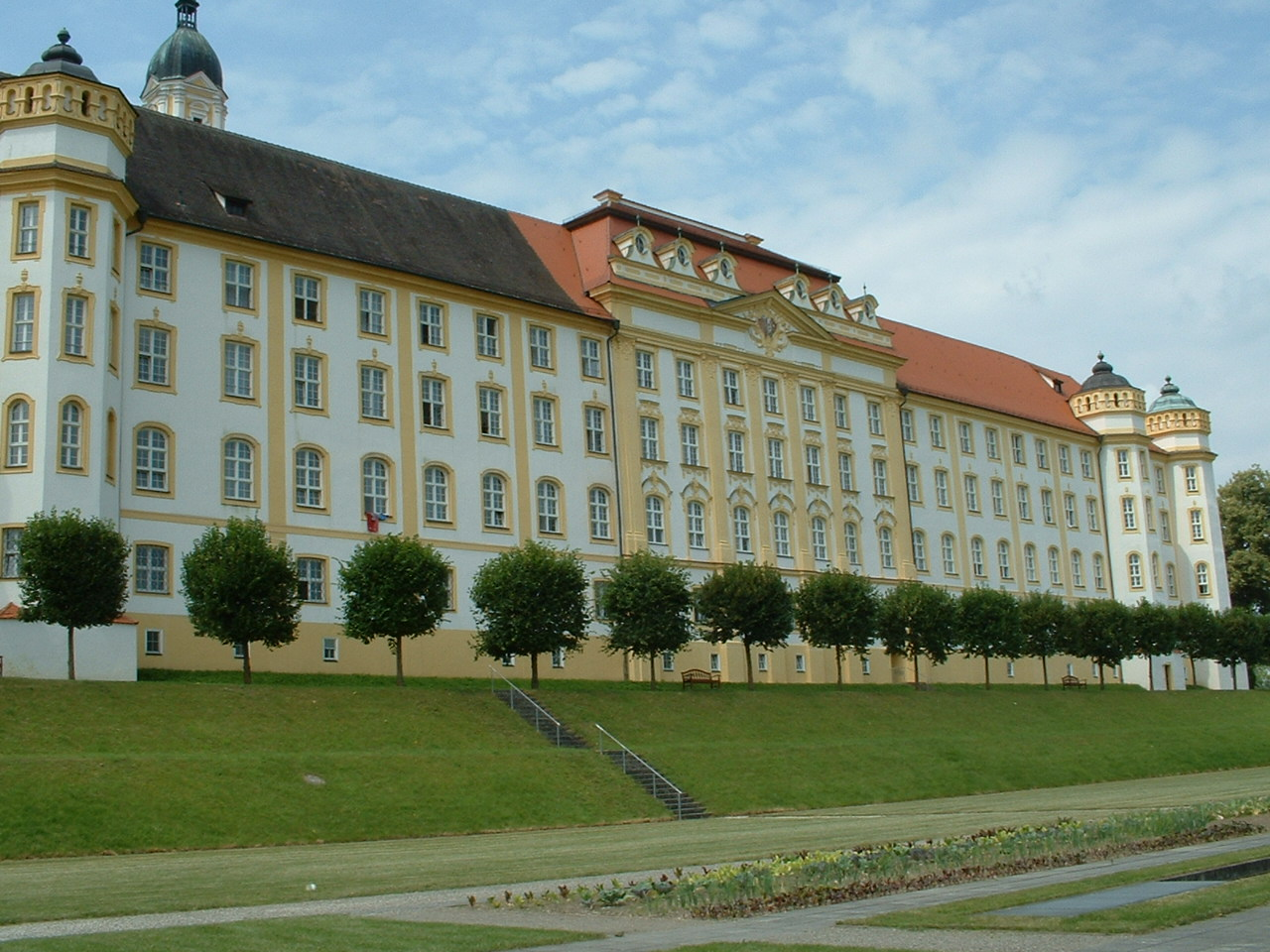
Rijksabdij van Ochsenhausen

De Abdij van Ochsenhausen was een tot de Zwabische Kreits behorende abdijvorstendom binnen het Heilige Roomse Rijk.
Omstreeks 1093 werd bij Biberach an der Riß de benedictijnenabdij Ochsenhausen gesticht. Tot 1388 was het een prioraat van de abdij Sankt Blasien. In 1391 werd het een abdij, die in 1397 het recht kreeg zelf de voogd te kiezen. Met het verwerven van het halsgerecht in 1488 werd de abdij rijksonmiddellijk.
Sinds 1746 was Ochsenhausen een vorstelijke rijksabdij.
In 1802/03 werd de rijksabdij geseculariseerd. In de Reichsdeputationshauptschluss van 25 februari 1803 werd het gebied in paragraaf 24 verdeeld onder een aantal rijksgraven die hun gebied door de Franse annexaties hadden verloren:
- De graaf van Metternich kreeg de ambten Ochsenhausen, Ummendorf en Obersulmetingen als schadeloosstelling voor het verlies van Winneburg en Beilstein. (Op 30 juni 1803 werd de heerlijkheid Ochsenhausen verheven tot rijksvorstendom; in 1805 werd Obersulmetingen verkocht aan de vorsten van Thurn und Taxis).
- De graaf van Schaesberg kreeg het ambt Tannheim (uitgezonderd het dorp Winterrieden) als schadeloosstelling voor het verlies van Kerpen en Lommersum.
- De graaf van Sinzendorf kreeg het dorp Winterrieden als schadeloosstelling voor het verlies van Rheineck onder de titel burggraafschap Winterrieden.

In artikel 24 van de Rijnbondakte van 12 juli 1806 werden het graafschap Ochsenhausen en de heerlijkheid Tannheim onder de soevereiniteit van het koninkrijk Württemberg en het burggraafschap Winterrieden onder de soevereiniteit van het koninkrijk Beieren gesteld: de mediatisering.

## Gebied van het abdijvorstendom
Hoofdambt Ochsenhausen, pleegambt Sulmetingen (1699/1735), pleegambt Tannheim (vrije rijksheerlijkheid), pleegambt Ummendorf (1565) en slot Hersberg aan het Bodenmeer.